# 優雅遠環蚓
優雅遠環蚓（学名：Amynthas gracilis）为巨蚓科遠環蚓屬下的一个种。其种加词来源于拉丁文“gracilis”，意为“纤细的”。